# المدائني
أبو الحسن علي بن مُحَمد بن عبد الله المدائني (132 هـ - 225 هـ) مؤرخ، وأخباري، وعالم كان مولى عبد الرحمن بن سمرة القرشي، أصله من البصرة، سكن المدائن فنسب إليها، وقد ولد في أوائل العصر العباسي سنة 135هـ، وعاش نحو تسعين عاماً، ومات سنة 225هـ.كان أحد المتكلمين، تتلمذ لمعمر بن الأشعث في علم الكلام، ولكنه اشتهر بالأدب والتاريخ.
قال الذهبي: «العلامة الحافظ الصادق أبو الحسن علي بن محمد بن عبد الله بن أبي سيف المدائني الأخباري . نزل بغداد ، وصنف التصانيف، وكان عجبا في معرفة السير والمغازي والأنساب وأيام العرب، مصدقا فيما ينقله، عالي الإسناد».

## مؤلفاته
و قد أكثر من التأليف، فعدّ له ابن النديم في الفهرست 239 كتاباً وزاد عليها ياقوت الحموي في معجم الأدباء، وهي - كما قسمها ابن النديم -:
- كتب في أخبار النبي ﷺ.
- كتب كتب في أخبار قريش.
- كتب في أخبار مناكح الأشراف وأخبار النساء.
- كتب في أخبار الخلفاء.
- كتب في الأحداث، كمقتل عثمان والردة.
- كتب في الفتوحات.
- كتب في أخبار العرب، كالخيل والرهان ومن نُسب إلى أمه... إلخ.
- كتب في أخبار الشعراء.
- كتب شتى في مواضع مختلفة.

و لم يبق من كتبه إلا ما يرويه ابن جرير الطبري، والمسعودي، وابن عبد ربه في العقد الفريد، وأبو الفرج الأصفهاني في كتاب الأغاني، وابن أبي الحديد في نهج البلاغة، والمبرد في الكامل وأنساب الأشراف في أخبار الخوارج.

## أقوال العلماء فيه
وصفه ثعلب النحوي فقال: من أراد أخبار الجاهلية فعليه بكتب أبي عبيدة، ومن أراد أخبار الإسلام فعليه بكتب المدائني. ووصفه الخطيب البغدادي فقال: كان عالماً بأيام الناس، وأخبار العرب وأنسابهم، عالماً بالفتوح والمغازي ورواية الشعر صدوقاً في ذلك. وقال عنه ابن النديم في الفهرست: قالت العلماء: أبو مخنف بأمر العراق وفتوحها وأخبارها، والمدائني بأمر خراسان والهند وفارس، والواقدي بالحجاز والسيرة، وقد اشتركوا في فتوح الشام. و على الجملة فالمحدثون لا يطعنون عليه كما طعنوا على غيره من المؤرخين مثل: أبو مخنف وسيف بن عمر، فقد قال قال عنه يحيى بن معين أنه ثقة.